# Koro (Kreis)

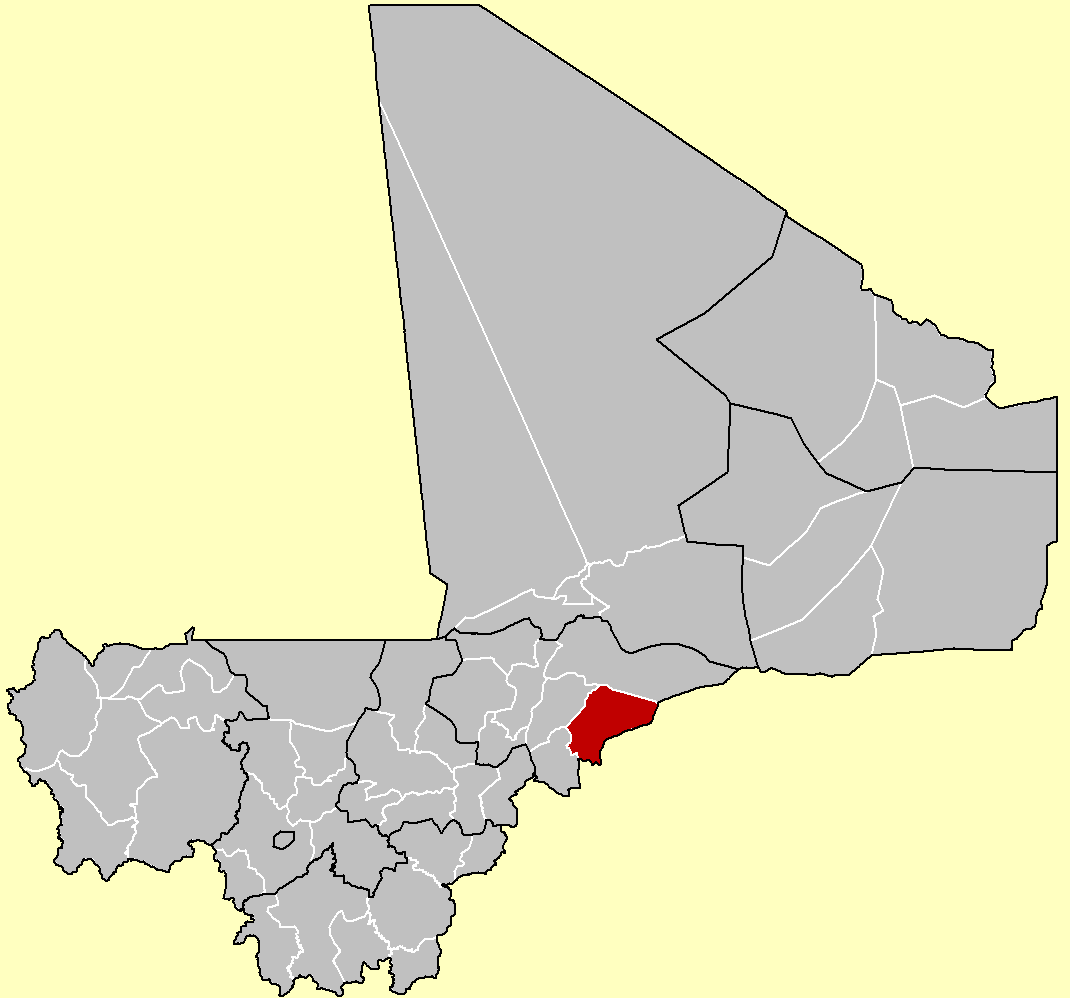
Kreis Koro

Koro ist der Name eines Kreises (franz. cercle de Koro) in der Region Mopti in Mali.
Der Kreis teilt sich in 16 Gemeinden, die Einwohnerzahl betrug beim Zensus 2009 361.944 Einwohner. (Zensus 2009)
Gemeinden: Koro (Hauptort), Bamba, Barapireli, Bondo, Diankabou, Dinangourou, Dioungani, Dougoutene I, Dougoutene II, Kassa, Koporo Pen, Koporokendie Na, Madougou, Pel Maoude, Yoro, Youdiou. 